# 国道260号

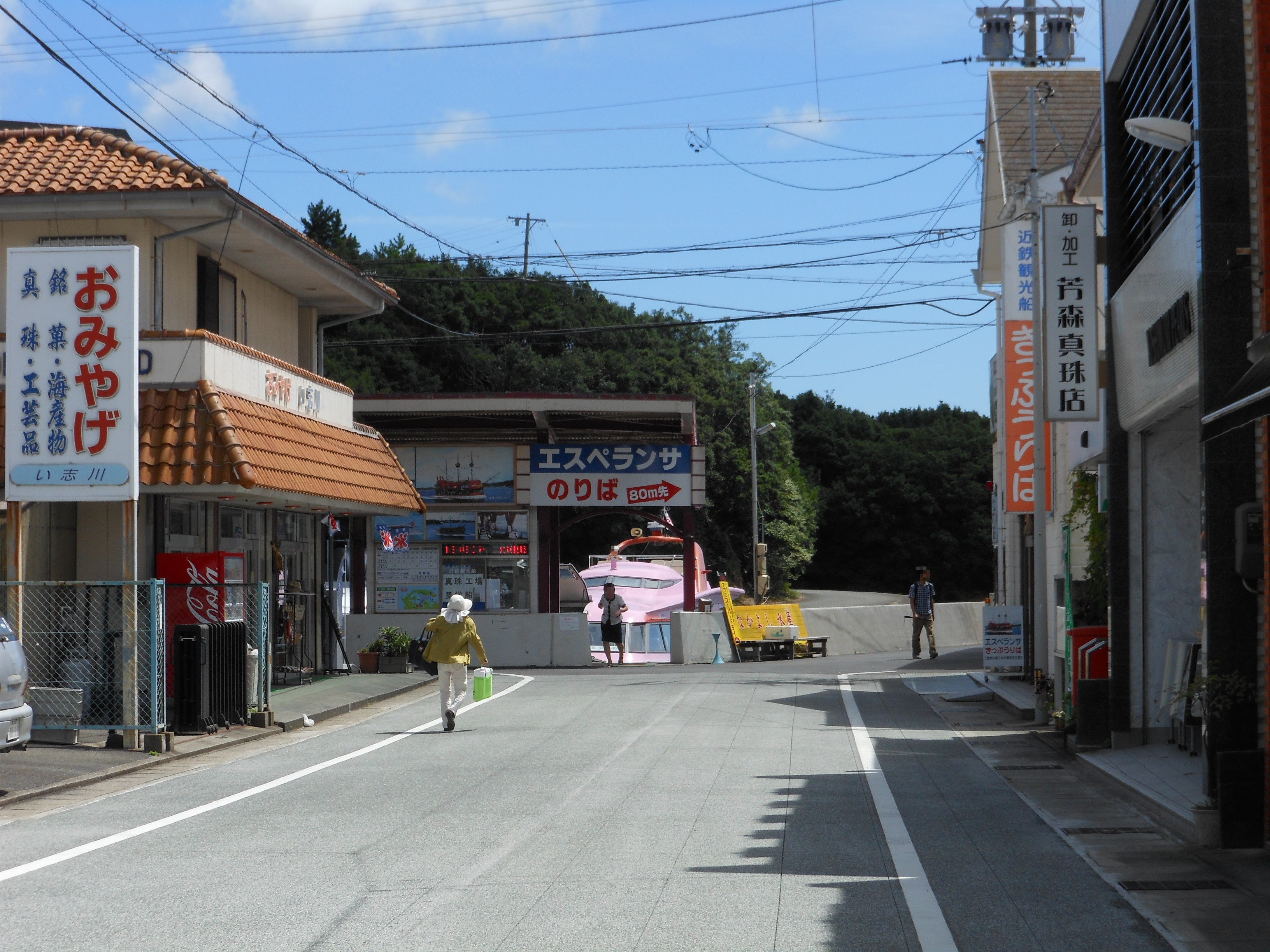
国道260号 起点付近
三重県志摩市の賢島港
志摩市各所を結ぶ船が出ている。
（国道167号 起点）

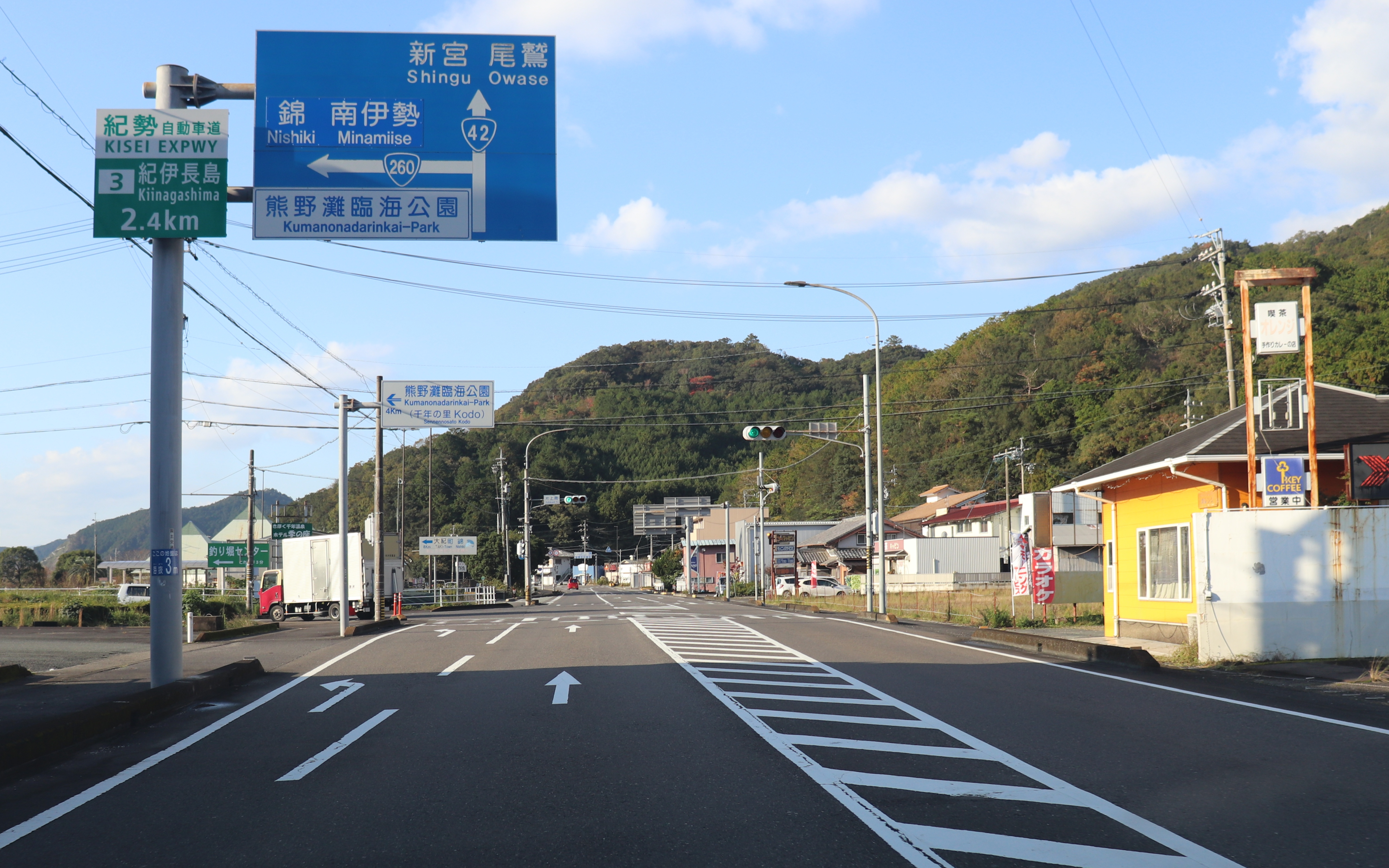
国道260号 終点
三重県北牟婁郡紀北町
片上南交差点

国道260号（こくどう260ごう）は、三重県志摩市から北牟婁郡紀北町に至る一般国道である。

## 概要
三重県の伊勢志摩国立公園内にあり、志摩半島の南東部の英虞湾内に位置する志摩市阿児町賢島から、太平洋岸沿いに東から西へとリアス式海岸を縫って、熊野灘にある紀伊長島地域を結ぶ、延長約99 kmの一般国道で、主な通過地は同市大王町、志摩町、浜島町、度会郡南伊勢町、大紀町である。かつては片側交互通行区間があったが、現在ではバイパス道路の開通により解消されている。海女と真珠の養殖で名高い英虞湾をはじめとする志摩の風光明媚な入り組んだ湾を望むリアス式海岸沿いの道路は、海と海岸線で生活する地元の重要な生活道路であり、海を一望する快適な観光道路となっている。1987年（昭和62年）8月10日の道の日に、「真珠の海」を一望する景観の優れた道として、旧建設省と「道の日」実行委員会により制定された、「日本の道100選」の一つに選定されている。

### 路線データ
一般国道の路線を指定する政令に基づく起終点および重要な経過地は次のとおり。
- 起点：三重県志摩郡阿児町[注釈 2]（近鉄志摩線 賢島駅前 = 国道167号起点）
- 終点：三重県北牟婁郡紀伊長島町[注釈 3]（片上南交差点 = 国道42号交点）
- 重要な経過地：三重県志摩郡志摩町[注釈 2]、同郡浜島町[注釈 2]
- 総延長 : 98.6 km（重用延長、未供用延長（海上区間）を含む。）[4][注釈 4]
- 重用延長 : 3.1 km[4][注釈 4]
- 未供用延長 : 2.6 km[4][注釈 4]
  - 未供用延長のうち海上区間 : 2.5 km[4][注釈 4]
- 実延長 : 91.3 km[4][注釈 4]
  - 現道 : 90.3 km[4][注釈 4]
  - 旧道 : 0.2 km[4][注釈 4]
  - 新道 : 0.3 km[4][注釈 4]
  - 指定区間延長 : なし[4][注釈 4]
  - 指定区間外延長 : 91.3 km[4][注釈 4]
- 指定区間：なし[5]
- 海上区間：志摩市志摩町御座港 - 志摩市浜島町浜島港（英虞湾口。1989年までは奥志摩フェリー[6]、その後は乗客用定期船が運行されていたが、2021年（令和3年）9月30日に廃止となった。[7]）

## 歴史
- 1963年（昭和38年）4月1日 - 二級国道260号賢島長島線（三重県志摩郡阿児町[注釈 2] - 三重県北牟婁郡長島町[注釈 5]）として指定。
- 1965年（昭和40年）4月1日 - 一級二級区分廃止に伴い、一般国道260号となる。
- 2015年（平成27年）2月15日 - 錦峠棚橋竈工区（延長1.8 km）開通し、全線開通[8]。
- 2016年（平成28年）3月30日 - 木谷バイパス（約1.1 km）開通および、木谷拡幅（約1.3 km）完成[9]。
- 2023年（令和5年）1月15日 - 東宮橋（三重県度会郡南伊勢町東宮）の架替工事が完成[10]。

### 旧道
三重県南伊勢町・大紀町間にある通称・棚橋峠を貫く棚橋隧道は国道260号の旧道で、その隧道の幅員の狭さを強調する形から、多くの国道愛好家を驚かせた酷道として知られていた。1985年（昭和60年）の半島振興法の施行を契機に、志摩半島の道路改良が進められ、2015年の錦峠のバイパス全線開通により国道指定を外された。

## 路線状況

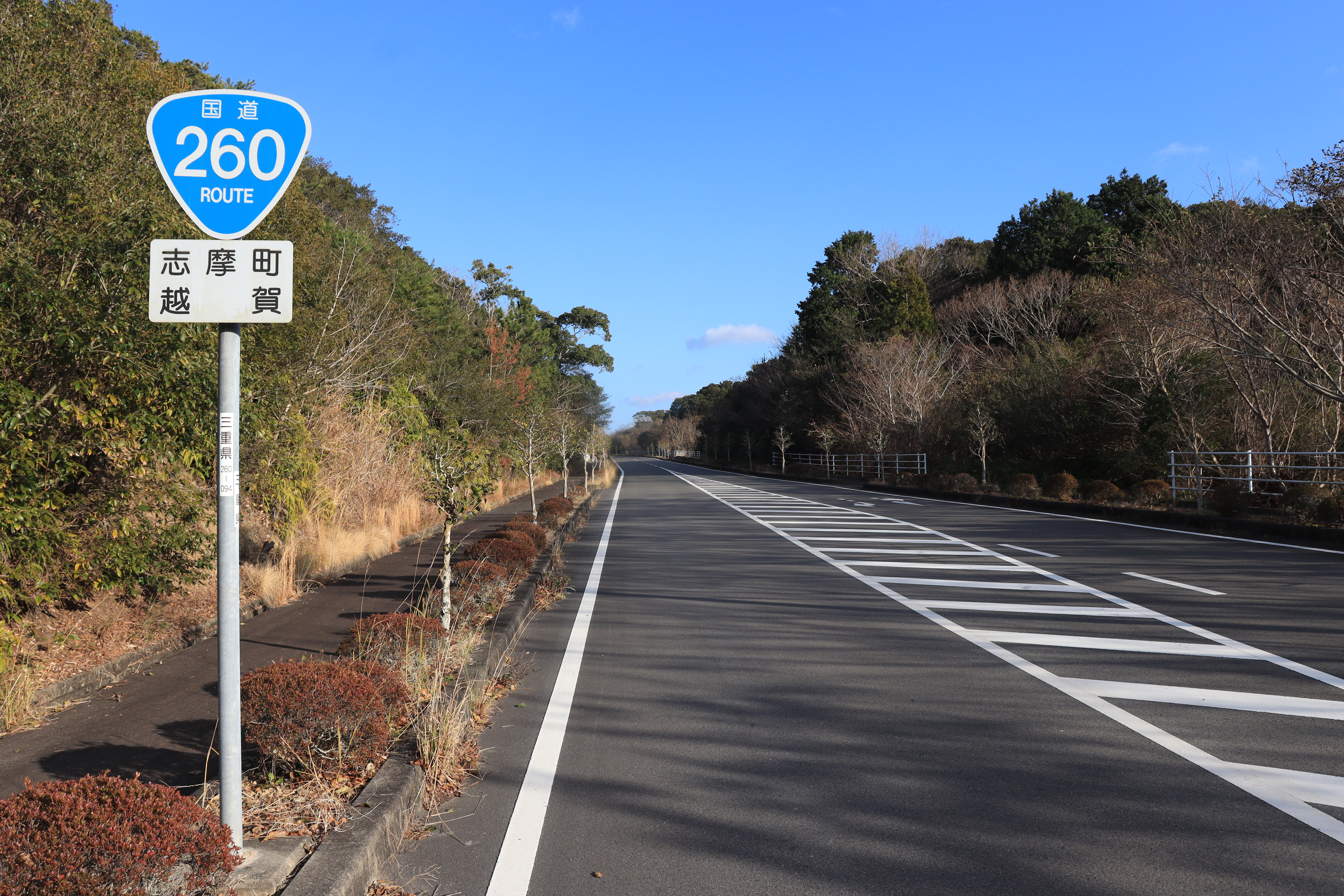
志摩バイパス
三重県志摩市志摩町越賀

### バイパス
- 志摩バイパス - 2009年（平成21年）6月28日全線開通、志摩市大王町船越 - 同市志摩町御座
- 南島バイパス
度会郡南伊勢町道方から同町東宮までの延長3.47 km、幅員11 m（車道6 m）、2車線片側歩道の整備事業中のバイパス[12]。1992年（平成4年）度より整備が進められ、2008年（平成20年）12月18日に片側交互通行区間があった慥柄浦地区のみ部分開通している[13]。バイパス上に慥柄浦トンネルがある。
- 錦峠道路
- 木谷バイパス・木谷拡幅
木谷バイパスは、志摩市浜島町南張から南伊勢町木谷までの延長約1.1 km、幅員9.75 mの2車線のバイパス[14]。2010年（平成22年）度から工事が進められ、2016年（平成28年）3月30日午前10時に供用開始[14]。バイパス上に約430 mの木谷トンネルがある[14]。木谷拡幅は、木谷バイパスに連続する南伊勢町木谷地内の延長1.272 km、幅員9.75 m（車道6.0 m）の改良区間で、狭隘な現道を拡幅する事業[12]。2004年（平成16年）度より工事が進められ、2013年（平成25年）度に980 mが供用済で残り区間が2016年（平成28年）3月30日に完成[9]。これらの開通により、宿田曽地区から南伊勢町立南勢小学校・南勢中学校への通学バスが10分短縮された[14]。

### 海上区間
志摩市志摩町御座から浜島町までの英虞湾入口は延長2.5 kmの海上区間で、陸路は分断される。御座港と対岸の浜島町・浜島港へは、かつて志摩マリンレジャーが賢島 - 浜島航路として定期船を運航していたが（ただし、1989年6月以降はカーフェリーではなく一般の船舶を使用していたため、車両は載せられず、徒歩者のみ。自転車の持ち込みは一部可能。）、2021年9月30日に廃止となり、現在のところ渡航は不可能である。架橋の要望はあるが、実現に向けた具体的な動きはない。

### 通行不能区間
- 大紀町錦峠旧道（三重県道68号紀勢インター線 - 錦峠道路）[要出典]

### 道路施設

#### 橋梁
- 深谷大橋（志摩市大王町船越 - 同市志摩町片田）

漁船の出入りの利便と、海水の潮流を良くするために太平洋（熊野灘）と英虞湾を結ぶ人工運河である深谷水道に架けられた橋梁。1932年（昭和7年）完成、橋長550 m。

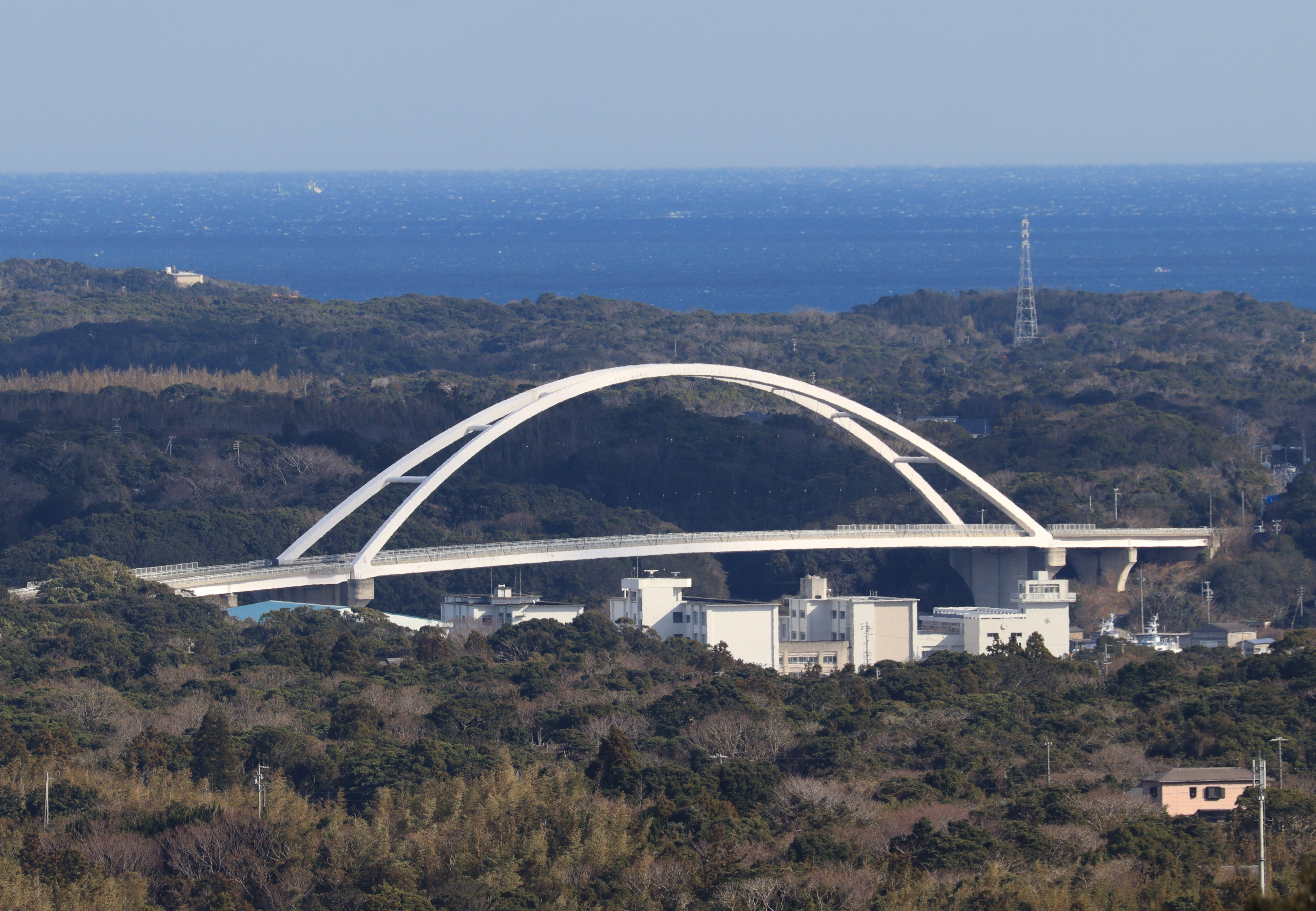
志摩大橋（パールブリッジ）

- 志摩大橋（志摩市志摩町和具）

志摩バイパスの志摩町和具の英虞湾に架かる橋梁。通称、パールブリッジ。橋長582 m、幅員12.5 m。構造は中央部がニールセンローゼ橋（234 m）、その両端が連続鋼鈑桁橋。
- 長田橋（おさたばし、志摩町片田）

志摩バイパス上にあり、英虞湾に架かるローゼ橋。1984年（昭和59年）完成、橋長119 m。西に志摩丸山橋がある。
- 志摩丸山橋（志摩市志摩町片田 - 同町布施田）

志摩バイパス上にあり、リアス式海岸の岸と岸をつなぐ、英虞湾を一望する奥志摩のシンボルともなっているPC斜張橋。1989年（平成元年）完成、橋長318 m、幅員10.5 m。支間長113.4 mは、完成当時日本一を誇った。

#### トンネル

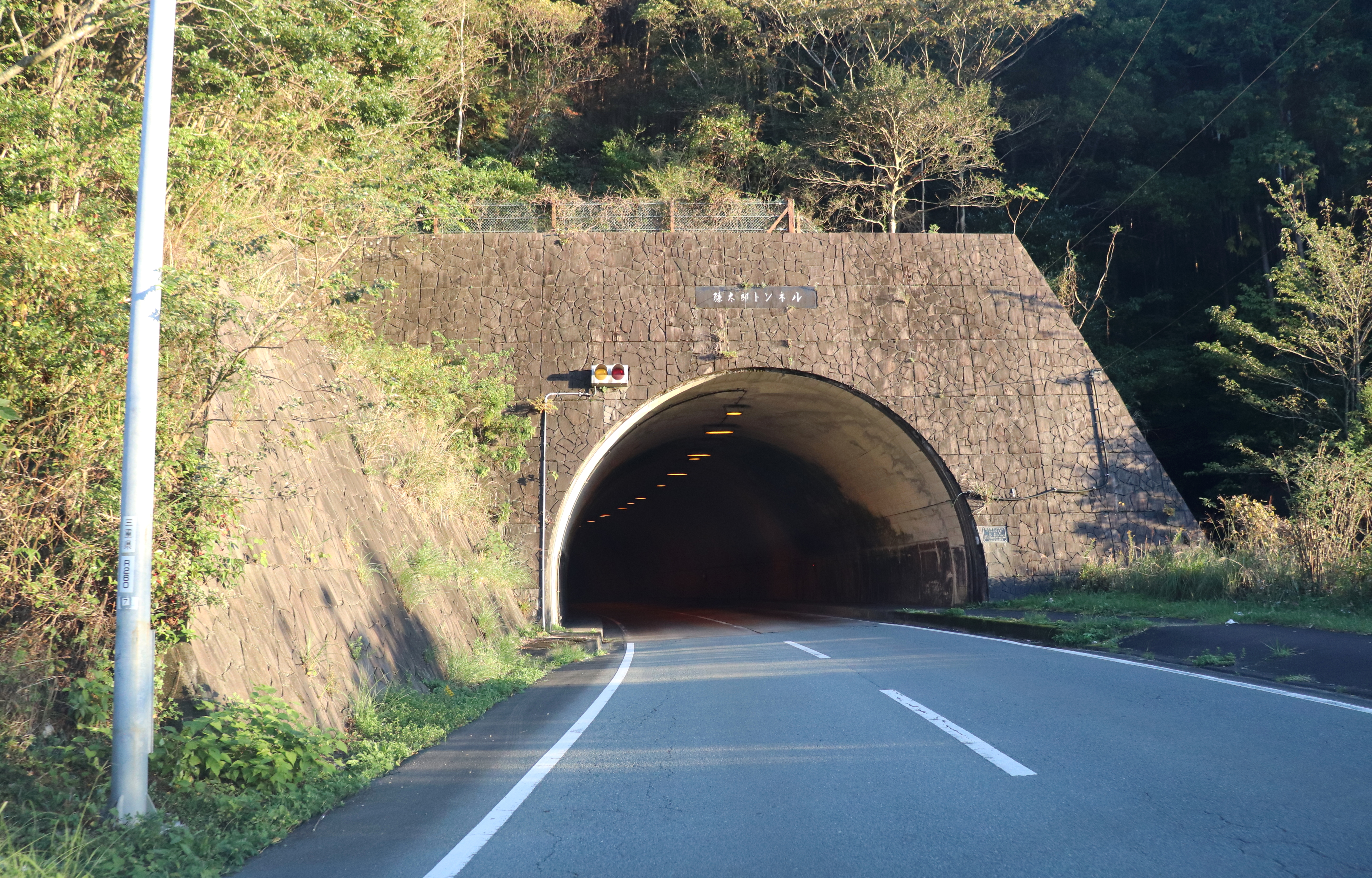
孫太郎トンネル
北牟婁郡紀北町
東長島

- 磯笛トンネル（志摩市浜島町浜島 - 同町南張）
- 宿浦第一トンネル（度会郡南伊勢町宿浦）
- 宿浦第二トンネル（同）
- 宿浦第三トンネル（同 - 志摩市浜島町南張）
- 相賀浦トンネル（度会郡南伊勢町相賀浦）
- 南島トンネル（度会郡南伊勢町村山）
- 古和浦トンネル（度会郡南伊勢町古和浦 - 同町棚橋竈）
- 紀勢南島トンネル（度会郡南伊勢町棚橋竈 - 同郡大紀町錦）
- 孫太郎トンネル（北牟婁郡紀北町東長島)

### 雨量規制区間
大雨などの異常気象時に、事前に設定した基準の雨量に達した段階で通行規制する区間が設けられており、下記の区間において、時間雨量・連続雨量どちらか一方が基準値を超えると通行止めが実施される。
| 区間                                      | 延長   | 規制内容                          |
| ----------------------------------------- | ------ | --------------------------------- |
| 度会郡南伊勢町宿浦 - 度会郡南伊勢町下津浦 | 4.0 km | 時間雨量40 mmまたは連続雨量150 mm |
| 度会郡大紀町錦地内                        | 3.9 km | 時間雨量40 mmまたは連続雨量200 mm |

### 交通量
平日24時間交通量（平成17年度道路交通センサス）
| 地点               | 台数   |
| ------------------ | ------ |
| 志摩市大王町畔名   | 16,531 |
| 度会郡南伊勢町村山 | 03,857 |

## 地理
起点の賢島から英虞湾を半周するように志摩から先志摩へと走る。賢島では真珠養殖いかだが英虞湾に浮かぶ様子が見える。太平洋と英虞湾に挟まれた大王町は景勝地に恵まれた「絵描きの町」としても知られており、太平洋岸の船越海岸沿いは海女の作業風景が望め、道路と海と地元の暮らしを実感できる伊勢志摩ならではの場所である。志摩市浜島町から南伊勢町に至るまで、太平洋沿岸のリアス式海岸を望むことができ、入り組む五ヶ所湾の沿岸を縫いながら、南島大橋と阿曽浦大橋の親子橋が架かる阿曽浦、贄湾や、神前湾、古和浦湾へと続いており、このあたりは道路の線形も入り組み、山が海岸まで迫る地形のためトンネルも多い。錦湾の大紀町の西に、熊野灘レクリエーション都市の紀北町へ進むと、国道42号（熊野街道）に接続する。

### 通過する自治体
- 三重県
  - 志摩市 - 度会郡南伊勢町 - 度会郡大紀町 - 北牟婁郡紀北町

### 交差する道路
三重県志摩市
- 国道167号：阿児町神明（賢島駅前、賢島口交差点まで重複）
- 三重県道17号浜島阿児線：阿児町神明
- 国道167号・三重県道17号浜島賢島線：賢島口交差点
- 三重県道514号安乗港線：阿児町鵜方
- 三重県道128号鳥羽阿児線 / パールロード（パールロード）：阿児町鵜方
- 志摩市道里鹿谷線：阿児町甲賀、甲賀口交差点
- 三重県道515号波切港線：大王町波切
- 三重県道61号磯部大王線：大王町波切
- 三重県道602号登茂山公園線：大王町波切
- 志摩市道東浦田線 / 美珠通り：志摩町和具
※海上区間を挟む
- 三重県道17号浜島阿児線：浜島町浜島
- 三重県道730号檜山路南張線：浜島町南張

三重県度会郡南伊勢町
- 三重県道152号南勢浜島線：下津浦
- 三重県道16号南勢磯部線：神津佐
- 三重県道12号伊勢南勢線：五ヶ所浦交差点
- 三重県道769号中津浜浦五ヶ所浦線：船越
- 三重県道169号玉城南勢線 （サニーロード）：船越
- 三重県道719号伊勢路伊勢線：伊勢路
- 三重県道721号度会南勢線：斎田
- 三重県道722号礫浦押淵線：相賀浦
- 三重県道573号阿曽浦港線：大江
- 三重県道22号伊勢南島線：大江
- 三重県道46号南島大宮大台線：河内
- 三重県道33号南島紀勢線：古和浦

三重県度会郡大紀町
- 三重県道68号紀勢インター線：錦

三重県北牟婁郡紀北町
- 三重県道766号城ノ浜山居線：東長島
- 国道42号：片上南交差点

### 沿線
- 近鉄志摩線 鵜方駅（志摩市阿児町鵜方）
- 志摩市役所（同）
- 志摩市民病院（志摩市大王町波切）
- 長田橋小公園（志摩市志摩町片田）：長田橋の西側にある英虞湾を望む小公園。日本の道100選において建設大臣より顕彰を受けた記念碑が公園内にある。
- 金比羅山展望台（志摩市志摩町御座）
- 御座漁港（志摩市志摩町御座）
- 浜島港（志摩市浜島町浜島）
- 南張海浜公園（志摩市浜島町南張）
- 南島大橋、阿曽浦大橋（度会郡南伊勢町慥柄浦）

## ギャラリー

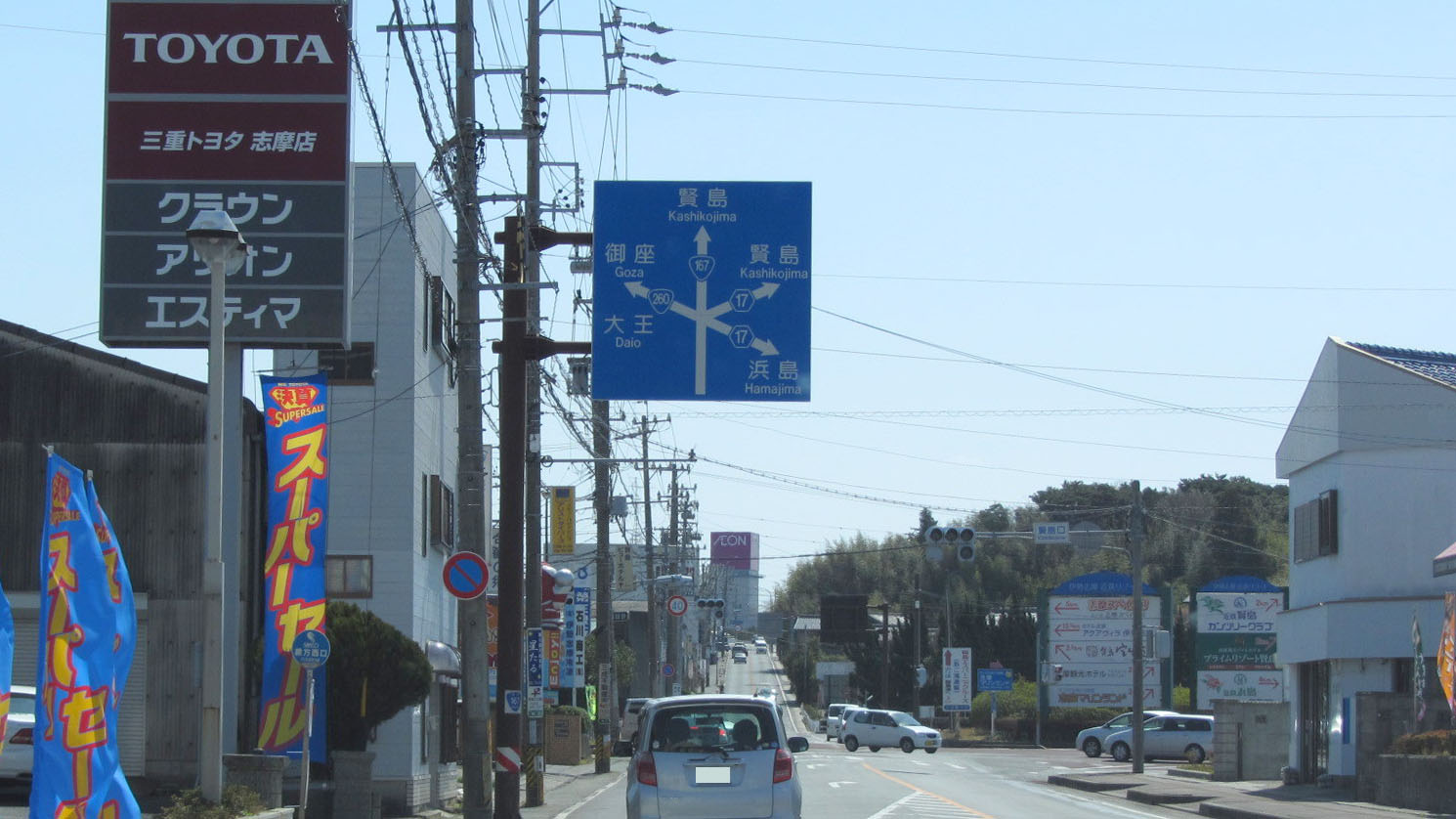
国道167号との分岐 三重県志摩市阿児町鵜方
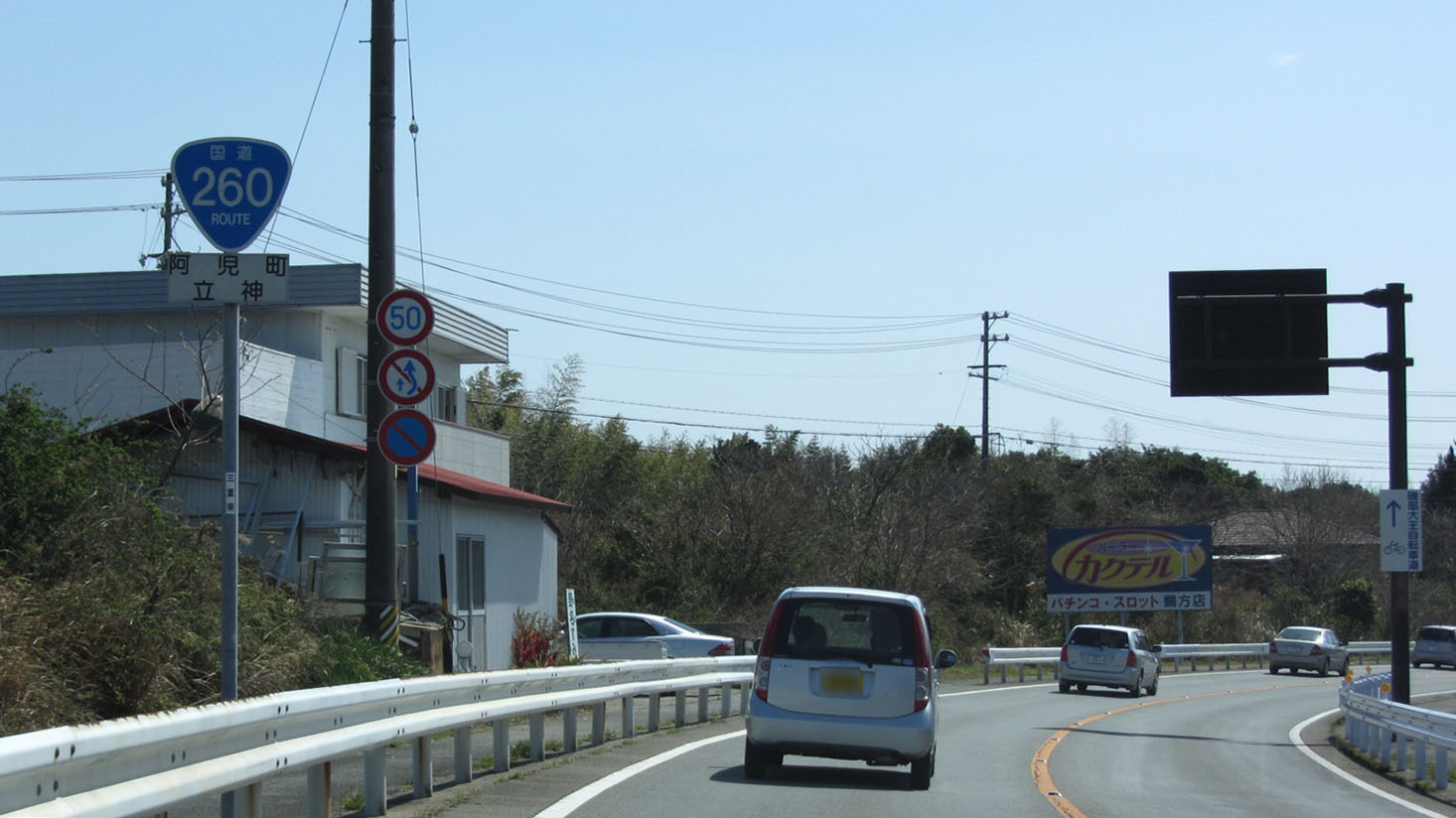
三重県志摩市 阿児町立神
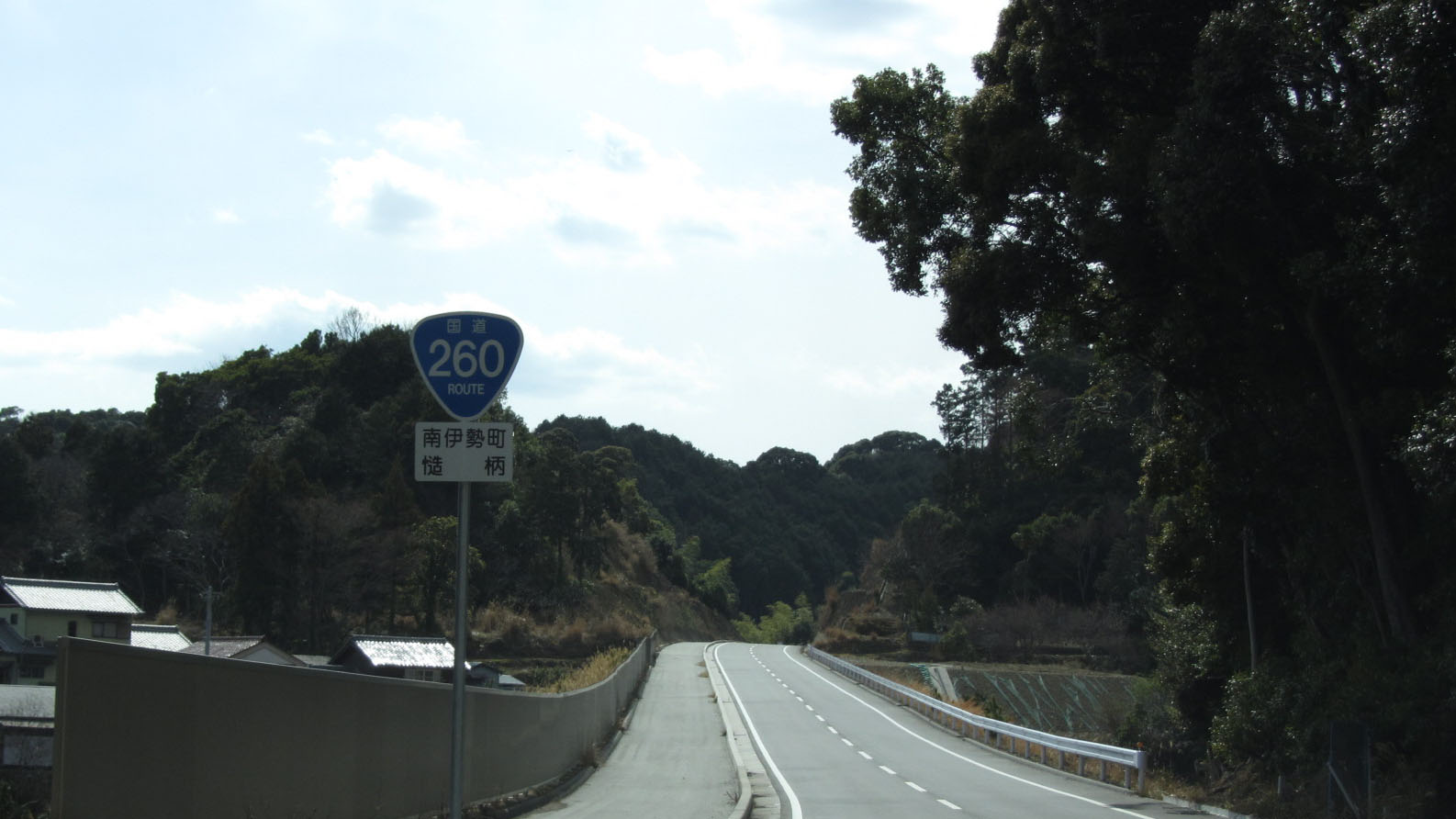
三重県度会郡南伊勢町 慥柄浦
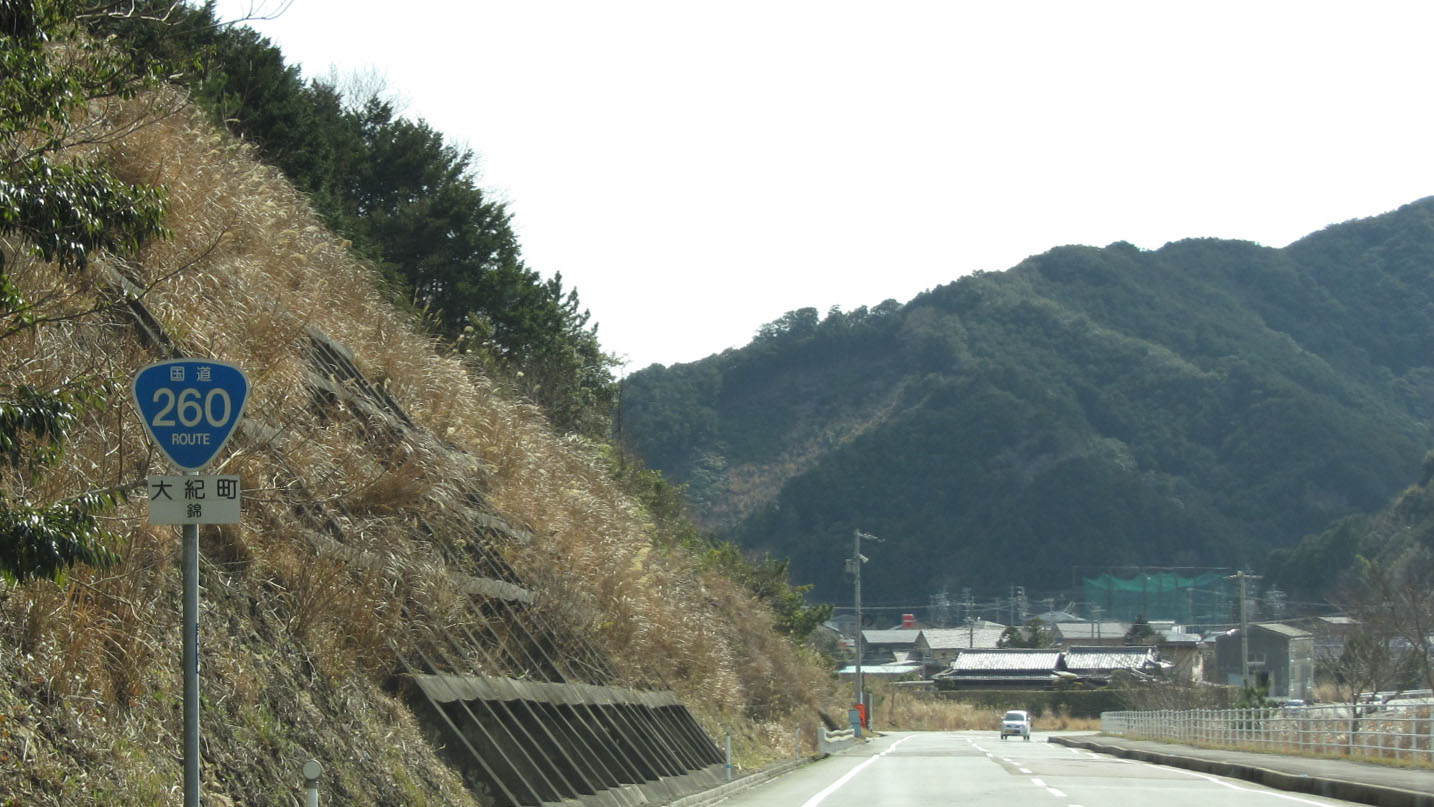
三重県度会郡大紀町錦
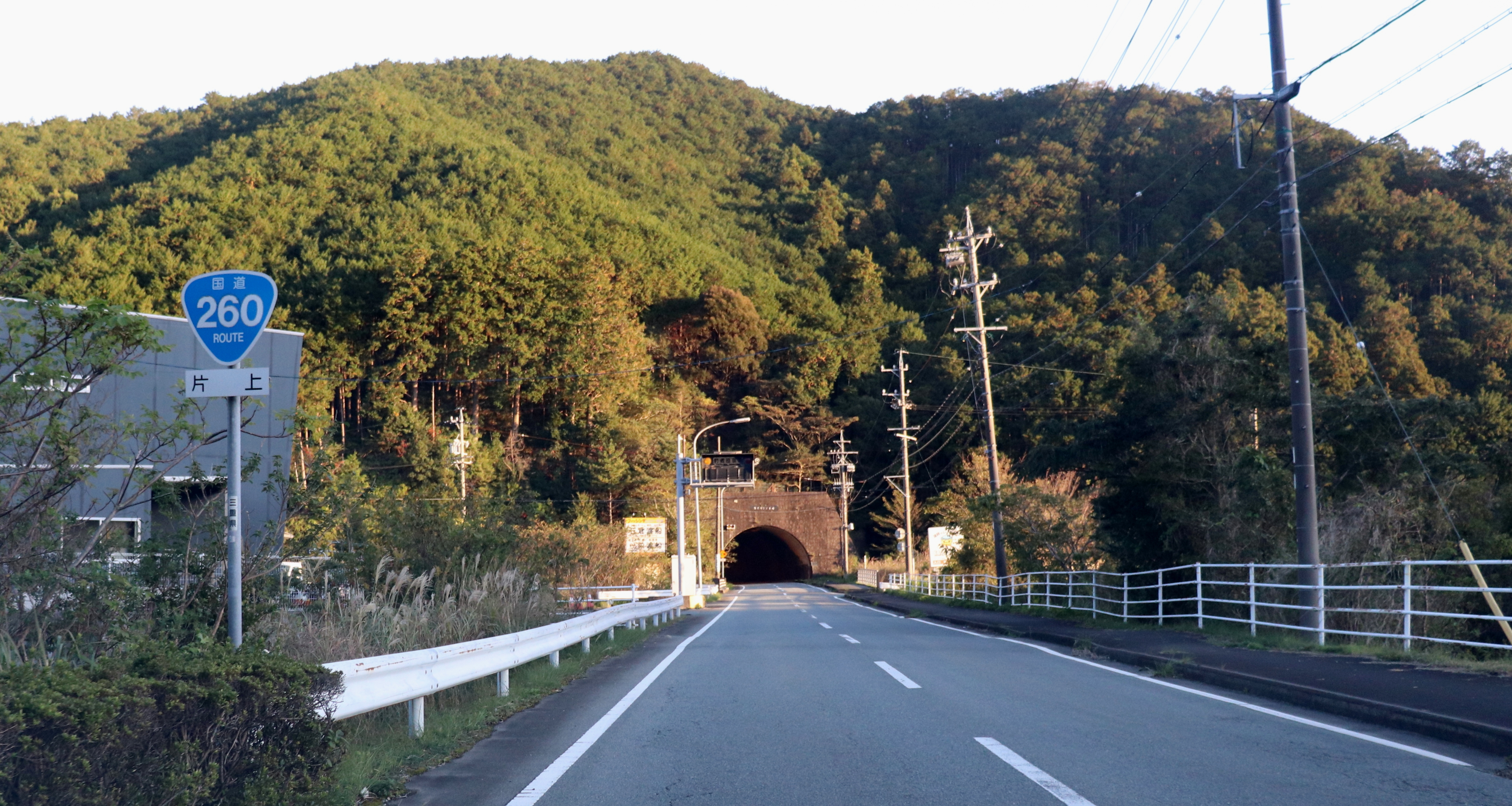
三重県北牟婁郡紀北町 東長島片上